# La Revanche de King Kong
Série Showa
La Planète des monstres
(1967) Les envahisseurs attaquent
(1968)
Pour plus de détails, voir Fiche technique et Distribution.
La Revanche de King Kong ou King Kong s'est échappé (キングコングの逆襲, Kingu Kongu no gyakushu) est un film américano-japonais réalisé par Ishirō Honda, sorti en 1967.

## Synopsis
Un génie maléfique nommé Dr. Hu crée Mechani-Kong, une version robotique de King Kong, pour creuser à la recherche de l'élément X hautement radioactif, trouvé uniquement au pôle Nord. Mechani-Kong entre dans une grotte de glace et commence à creuser dans un glacier, mais le rayonnement détruit ses circuits cérébraux et le robot s'arrête. Hu se propose alors de faire en sorte que le vrai Kong termine le travail. Hu est pris à partie par une surveillante, Madame Piranha, dont le gouvernement du pays finance les projets du médecin, et le réprimande fréquemment pour son incapacité à obtenir des résultats. Pendant ce temps, un sous-marin commandé par Carl Nelson arrive sur l'île de Mondo, où vit le légendaire King Kong. 
Ici, le singe géant se lance dans un combat intense avec un dinosaure géant Gorosaurus et un serpent de mer. Il tombe amoureux du lieutenant Susan Watson. Le Dr Hu se rend par la suite sur l'île de Mondo, enlève Kong et le ramène à sa base au pôle Nord. Kong est hypnotisé par un dispositif à lumière clignotante et équipé d'un écouteur radio. Hu ordonne à Kong de récupérer l'élément X de la grotte. Des problèmes avec l'écouteur s'ensuivent et Hu doit kidnapper Susan Watson, la seule personne qui peut contrôler Kong. Après que Watson et ses collègues officiers aient été capturés par Hu, Madame Piranha tente en vain de séduire Nelson pour l'amener à ses côtés. Finalement, Kong s'échappe et nage jusqu'au Japon où se déroule la bataille décisive avec Mechani-Kong. Les deux géants s'affrontent à la tour de Tokyo lors de la finale. Kong l'emporte et détruit Mechani-Kong et tue Hu et ses hommes.
Puis Kong nage triomphalement vers son île natale.

## Fiche technique
- Titres français : La Revanche de King Kong
- Titre original : キングコングの逆襲 (Kingu Kongu no gyakushu)
- Autre titre : King Kong s'est échappé
- Titre anglais : King Kong Escapes
- Réalisation : Ishirō Honda
- Scénario : Takeshi Kimura, Arthur Rankin Jr.
- Musique originale : Akira Ifukube
- Production :  Tomoyuki Tanaka
- Sociétés de production : Tōhō et Rankin/Bass
- Distribution : Universal Pictures (États-Unis)
- Langues originales : japonais, anglais
- Durée : 86 minutes (version française), 104 minutes (version japonaise), 96 minutes (version américaine)
- Dates de sortie :
  - Japon : 22 juillet 1967
  - États-Unis : 19 juin 1968
  - France : 13 novembre 1968
  - France : 6 octobre 1976 (ressortie sous le titre King Kong s'est échappé)

## Distribution
- Rhodes Reason : le commandant Carl Nelson (doublé par Kei Taguchi en japonais)
- Akira Takarada : le lieutenant commander Jiro Nomura
- Linda Miller : le lieutenant Susan Watson (doublé par Akiko Santō en japonais)
- Eisei Amamoto : Dr. Huu (Dr. Who en anglais)
- Mie Hama : Madame Piranha
- Ikio Sawamura : le vieil homme sur l'île Mond
- Yosihumi Tajima : Chief, l'assistant du Dr. Huu
- Haruo Nakajima : King Kong
- Hiroshi Sekita : Mechani-Kong / Gorosaurus